# 亚历克西·潘特豪
亚历克西·潘特豪（1991年3月20日—）生于穆蒂耶，是一名法国男子高山滑雪运动员。

## 生平
潘特豪在两岁时受父母的影响开始接触滑雪，这之后，滑雪成为了他人生重要的一部分，六岁时，他首次加入滑雪俱乐部。2009年，他完成了个人的世界杯分站赛首秀。

## 家庭
潘特豪的父亲是法国人，母亲是挪威人，他也因此拥有法国和挪威双重国籍。